# 메리트섬

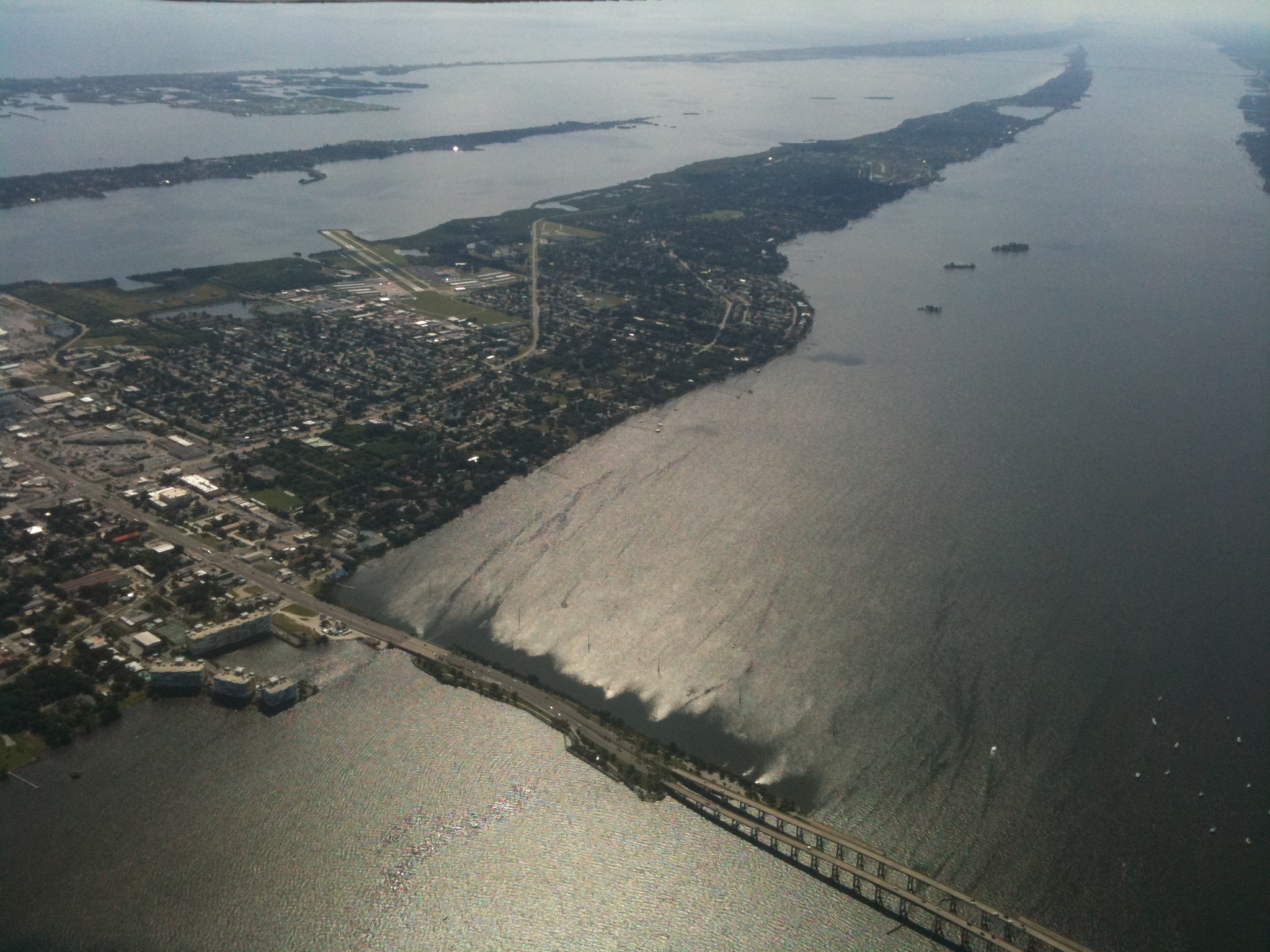

메리트섬(Merritt Island)은 미국 플로리다주 브러바드군(Brevard County)에 있는 대서양을 따라 플로리다주 동부 해안에 위치한 반도이다. 섬의 중부와 남부에 위치한 비법인 도시의 이름이자 인구 조사 지정 구역(CDP)의 이름이기도 하다.
2020년 인구 조사에서 인구는 34,518명으로, 2010년 인구 조사의 34,743명보다 감소했다. 플로리다 수도권 통계 지역 팜베이-멜버른-타이터스빌의 일부이다.
NASA의 케네디 우주 센터는 마을 북쪽의 메리트 섬에 위치하고 있으며, 메리트 섬 국립 야생동물 보호구역은 우주 센터 북쪽에 위치해 있다.
이전에 메리트 시티(Merritt City)로 알려졌던 메리트섬의 중앙 부분은 인구의 대다수가 거주하고 있으며 지역 고등학교, 도서관, 쇼핑 지구를 포함하고 있다. 남부 지역은 주거 지역이 많으며 경상업 및 경공업 지역이 집중되어 있다.

## 인구
| 인구조사              | 인구   | Note | %±    |
| --------------------- | ------ | ---- | ----- |
| 1990년                | 32,886 |      | —     |
| 2000년                | 36,090 |      | 9.7%  |
| 2010년                | 34,743 |      | −3.7% |
| 2020년                | 34,518 |      | −0.6% |
| U.S. Decennial Census |        |      |       |